# Distretto di Los Aquijes
Il distretto di Los Aquijes è uno dei quattordici distretti della provincia di Ica, in Perù. Si trova nella regione di Ica e si estende su una superficie di 90,92  chilometri quadrati.